# Salon Kitty (Film)
Salon Kitty ist ein 1975 gedrehter und im Berlin der NS-Zeit spielender italienisch-deutsch-französischer Erotikfilm von Tinto Brass mit Helmut Berger, Ingrid Thulin und Teresa Ann Savoy in den Hauptrollen. Der Film basiert auf dem gleichnamigen Roman (1974) von Peter Norden und gilt als früher Vertreter des Naziploitation.

## Handlung
Berlin 1939. Am Vorabend des Zweiten Weltkriegs wird der ranghohe SS-Offizier Helmut Wallenberg damit beauftragt, das von der erfahrenen Kitty Kellermann geleitete Edelbordell „Salon Kitty“ dahingehend umzufunktionieren, dass die dort verkehrenden, ranghohen ausländischen Diplomaten, aber auch wichtige NS-Vertreter aus Militär, Politik und Wirtschaft abgehört und ausspioniert werden können. Um sich der Gefolgschaft der Prostituierten sicher zu sein, wird die gesamte bisherige Belegschaft durch linientreue Frauen, durchgehend BDM-Mädchen, ersetzt. Diese sollen die Kunden gezielt nach wichtigen, geheimen Informationen aushorchen und günstige Momente ausnutzen, um eventuell mitgeführte Dokumente abzufotografieren oder durchlesen zu können. Kitty empfindet den Austausch ihrer Frauen als Demütigung und hasst Wallenberg dafür, lenkt aber schließlich ein.
Wallenberg lässt darüber hinaus heimlich die jeweiligen Zimmer mit Abhöranlagen bestücken, um sicherzugehen, dass die Frauen ihre Arbeit im Sinne des NS-Regimes erledigen. In der geheimen Zentrale des Salon Kitty, im Keller des Etablissements, sitzt entsprechend geschultes Personal, das die Informationen sammelt und, falls erforderlich, auch sofort auswertet. Eines Tages drohen Wallenberg die Dinge zu entgleiten, als die junge Prostituierte und Informantin Margherita gegen das System aufbegehrt. Ihre Arbeit und die Überwachung durch die SS haben zur Hinrichtung ihres Liebhabers geführt, des Luftwaffen-Offiziers Hans Reiter, der sich allzu unbedacht über seine Ablehnung des NS-Regimes geäußert hat.
Die zuvor linientreue Margherita beginnt kritisch zu denken und erschießt einen ihrer Freier, als dieser sich als einer der Mörder von Hans Reiter entpuppt. Kitty tarnt den Mord als Suizid. Durch Margherita erfährt Kitty erstmals, dass ihr Bordell durch Wallenberg abgehört wird, und die beiden Frauen wollen sich rächen. Margherita sucht Wallenberg auf und verwickelt ihn in ein abgehörtes Gespräch, in dem er preisgibt, dass er die Geheimnisse zahlreicher führender Nationalsozialisten abgehört hat und diese für seinen Sprung in die höchsten Machtzirkel nutzen will. Margherita übergibt die Tonbandaufnahme an die SS, woraufhin Wallenberg wegen Hochverrats erschossen wird. Schließlich deuten sich das Ende des Krieges und der Untergang des Nationalsozialismus an.

## Produktionsnotizen
Salon Kitty entstand 1975 in Italien und Deutschland, wurde der besseren Verkaufschancen wegen auf Englisch gedreht und am 2. März 1976 in Italien uraufgeführt. Die deutsche und österreichische Erstaufführung fand am 26. März 1976 statt.
Die Filmbauten kreierte Ken Adam, die an den deutschen Drehorten errichteten Bauten stammen aus der Hand von Jan Schlubach. Bei den deutschen Szenen assistierte Brass der österreichische Schauspieler Werner Pochath als Ko-Regisseur.
Die von Berger gespielte Figur Helmut Wallenberg ist an den SD-Chef Walter Schellenberg angelehnt, der allerdings nicht hingerichtet wurde und erst nach dem Krieg im Jahr 1952 starb. Die von Ingrid Thulin verkörperte Puffmutter Kitty Kellermann hieß in Wirklichkeit Käthe „Kitty“ Schmidt (1882–1954).

## Historischer Hintergrund
Der Salon Kitty hat unter ähnlichem Namen vermutlich existiert. Es handelte sich um ein Wohnungsbordell in der Berlin-Charlottenburger Giesebrechtstraße Nr. 11, das von Käthe Schmidt und ihrer Tochter Kathleen betrieben wurde und bis 1992 bestand. Seit den 1950er Jahren kursierten Gerüchte, im dritten Stock des Gebäudes seien von 1939 bis 1943 Abhöranlagen angebracht gewesen, mit deren Hilfe prominente Kunden zum Zwecke der Informationsbeschaffung vom Sicherheitsdienst des Reichsführers SS und später vom Reichssicherheitshauptamt ausspioniert wurden. Historiker schätzen die Erzählungen als wenig glaubhaft ein, historische Belege oder Indizien für die Geschichte gibt es nicht.

## Kritiken
Spiegel Online empfand den Film als ein schwülstiges Sado-Maso-Spektakel.
Auf filmtipps.at war zu lesen: “Salon Kitty von Tinto Brass gehört, ebenso wie Liliana Cavanis Der Nachtportier, zu den in den 70er Jahren entstandenen Filmen, die aufgrund ihrer Verquickung von Sex und NS-Diktatur schnell für Skandale sorgten, obwohl sie meilenweit von den rein reißerischen Werken der Naziploitation entfernt waren.”
Das große Personenlexikon des Films nannte den Film eine „unerquickliche(n) Mischung aus NS-Schwulst und Sado-Maso-Klischees.“

„Ein spekulativer Film ohne zeitkritischen Wert, der lediglich auf den Reiz von Sex und Nazi-Nostalgie baut.“